# Iglesia de Santa María de los Dolores (Tegucigalpa)
La Iglesia de Santa María de los Dolores de Tegucigalpa, capital de la república de Honduras, es una de las más antiguas del país y está dedicada a la virgen Santa María.

## Historia

### Antecedente
En el año 1578 la primera construcción realizada por los frailes misioneros fue una ermita, en el lugar que ocupa actualmente la iglesia.

## Construcción del templo
Los primeros trabajos de la obra de la presente iglesia empezaron en 1732, a instancias del presbítero Juan Francisco Márquez. El encargado de la obra fue el arquitecto Juan Nepomuceno Cacho y la edificación tardó unos 80 años en concluirse, siendo inaugurada el 17 de marzo de 1815. En el año de 1781 se creó la parroquia de Santa María de los Dolores de Tegucigalpa.  

## Descripción del templo
Es una iglesia católica, de estilo y arquitectura barroco americano, dos torres campanarios, con una cúpula que sobresale de la nave principal. La fachada muestra tres círculos en los cuales están esculpidos en el centro el sagrado corazón de Jesús a la derecha e izquierda clavos, escalera, madera, látigo y lanzas símbolos que recuerdan la crucifixión y agonía de Jesucristo realizada por los romanos; los tres círculos se encuentran separados por columnas romanas a las cuales ascienden enredaderas; bajo estos se encuentra el rosetón en forma peculiar con contornos y vidriera, a su izquierda y derecha imágenes de santos esculpidos; más abajo se encuentra el arco y las puertas principales compuestas de dos hojas batientes, también guardadas a su izquierda y derecha por imágenes esculpidos.

### Interior del templo

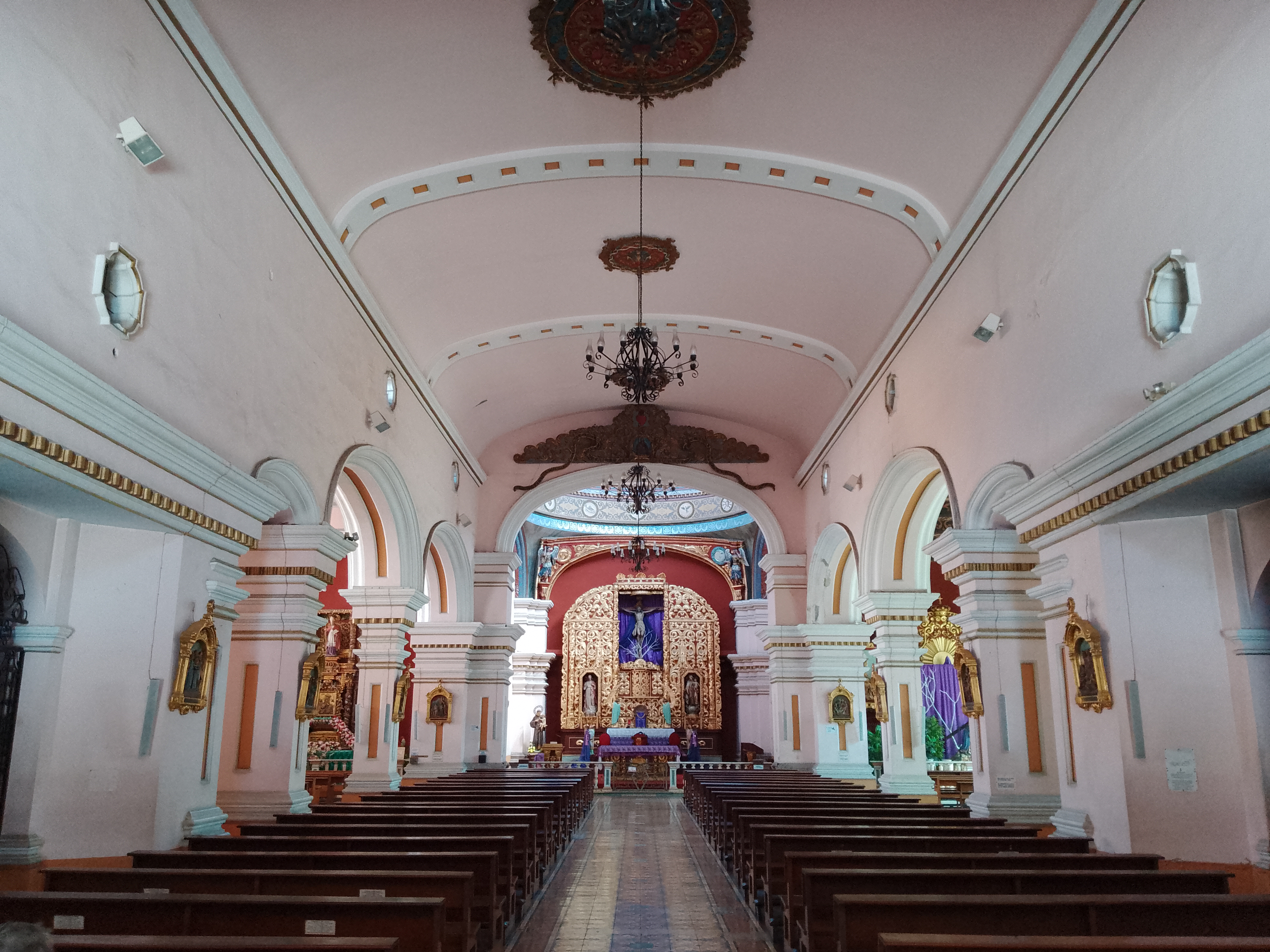
Interior de la Iglesia.

Se encuentran obras de pintura, escultura de imágenes y platería. retablos de talla en color dorado estilo barroco salomónico. Algunas pinturas y retablos son obra del ensamblador Blas de Mesa.

### Ubicación
Frente a Plaza de Los Dolores, Barrio El centro de la ciudad de Tegucigalpa, MDC, en la república de Honduras. 

## Leyenda
El narrador hondureño Jorge Montenegro, en su obra Cuentos y Leyendas de Honduras, narra la historia de los sacerdotes españoles redentoristas encargados de la Iglesia por temor a los feligreses, escondieron tesoros de oro y plata, relicarios y otros objetos dentro de los túneles que existen y que fueron construidos para unir la presente Iglesia y la Catedral de San Miguel. En una obra de mejoras varios albañiles encontraron los túneles y al entrar en ellos no encontraron absolutamente nada aparte de humedad y poco aire respirable. Estos túneles ya habían sido dados a conocer mediante un artículo en el diario La Época pero no se dio ninguna importancia al mismo, ya que por estudios posteriores se ha sabido que la ciudad de Tegucigalpa se encuentra en una zona minera.